# Єгипетська чапля
Єгипетська чапля (Bubulcus) — рід пеліканоподібних птахів родини чаплевих (Ardeidae). 

## Поширення
Представники роду поширені в Південній Європі, Африці, Азії та Австралазії. Чапля єгипетська завезена приблизно в 1910 році в Південну Америку, він почав свою експансію приблизно в 1930 році, швидко колонізуючи території з теплим кліматом Південної та Північної Америки. Наприклад, у 1956 році у Флориді налічувалося вже близько 6000 гніздових пар.

## Класифікація
Рід містить два види:
- Чапля єгипетська (Bubulcus ibis)
- Чапля південна (Bubulcus coromandus)